# كلود فيشلر
كلود فيشلر (بالفرنسية: Claude Fischler)‏ هو عالم اجتماع فرنسي، ولد في 1947.

## وصلات خارجية
- الموقع الرسمي